# Фаунтин Грийн
Фаунтин Грийн (на английски: Fountain Green) е град в окръг Санпит, щата Юта, САЩ. Фаунтин Грийн е с население от 945 жители (2000) и обща площ от 3,6 km². Намира се на 1798 m надморска височина. ЗИП кодът му е 84632, а телефонният му код е 435.